# ماریو سوارز
ماریو آلبرتو نابر لوپس سوارز (انگلیسی: Mário Alberto Nobre Lopes Soares؛ زادهٔ ۷ دسامبر ۱۹۲۴ – درگذشتهٔ ۷ ژانویه ۲۰۱۷) یک سیاست‌مدار اهل پرتغال بود که از سال ۱۹۸۶ تا ۱۹۹۶ به عنوان هفدهمین رئیس‌جمهور پرتغال فعالیت کرد. او در سال‌های ۱۹۷۶ تا ۱۹۷۸ و ۱۹۸۳ تا ۱۹۸۵، ۱۰۵امین و ۱۱۲امین نخست‌وزیر پرتغال بود. سوارز نخستین دبیرکل حزب سوسیالیست از زمان تأسیس آن بین سال‌های ۱۹۷۳ تا ۱۹۸۶ بود. وی همچنین برنده جوایزی همچون لژیون دونور (صلیب بزرگ) شده‌است.
ماریو سوارز در ۷ ژانویه ۲۰۱۷ در ۹۲ سالگی درگذشت.